# Raging Stallion Studios
Raging Stallion Studios là một studio và là một trong những hãng sản xuất phim khiêu dâm đồng tính lớn nhất thế giới có trụ sở tại San Francisco, California. Hãng được sáng lập bởi Chris Ward và J. D. Slater; Michael Brandon sau đó trở thành người đồng sở hữu. Michael Brandon trước đó cũng đó đóng một vài bộ phim cho Raging Stallion trước khi có ý định mua lại công ty này. Ca bả người này đều có video mà họ sản xuất và phát hành trong công ty. Ward thì chủ yếu thường có kiểu đóng cho tay của mình vào mông của người khác; Slater thì sản xuất một dòn phim mang tên "Những chàng trai Cơ bắp Cổ trang"; Brandon thì thực hiện dòng phim "Băng đản Quái vật". Slater đồng thời cũng thực hiện phần nhạc phim cho hãng và anh đã sản xuất nhiều CD nhạc của mình.
Năm 2005, Raging Stallion đã phát hành 22 bộ phim mới.

## Những dòng phim/Cửa hàng
- Raging Stallion Studios
- Monster Bang Video
- Fisting Central
- Centurion Pictures XXX
- High Octane
- HairyBoyz.com
- Pistol Media
- Cazzo Film Berlin
- RagingStallion Lưu trữ ngày 4 tháng 1 năm 2015 tại Wayback Machine
- Hairy Boyz Lưu trữ ngày 6 tháng 7 năm 2019 tại Wayback Machine
- SexGaymes[liên kết hỏng]
- XtraInches Lưu trữ ngày 5 tháng 5 năm 2016 tại Wayback Machine
- Fisting Central Lưu trữ ngày 23 tháng 4 năm 2017 tại Wayback Machine

## Giải thưởng
- XBIZ Award 2010 - 'Phim Đồng tính nam của năm' cho Focus/Refocus[1]
- XBIZ Award 2011 - 'Phim Đồng tính nam của năm' cho Brutal [1]